# Korra
Korra (寇柆T, Kòu LāP) è un personaggio immaginario e la protagonista della serie animata statunitense La leggenda di Korra, creato da Michael Dante DiMartino e Bryan Konietzko.
È una ragazza di 17 anni proveniente dalla Tribù dell'Acqua del Sud. Sostituisce l'Avatar Aang, morto a 166 anni (biologicamente 66) ma più volte presente nella serie come spirito per aiutare lei o il figlio Tenzin.
Debutta nel primo episodio de La leggenda di Korra, Benvenuti a Città della Repubblica, originariamente trasmesso su Nickelodeon il 14 aprile 2012. La scena finale della serie, che indica l'inizio di una relazione romantica tra Korra e Asami Sato, costituisce la prima rappresentazione LGBT ufficiale nella storia della televisione per bambini occidentali.

## Concezione e sviluppo
L'interesse di Bryan Konietzko per le arti marziali lo ha influenzato nel trarre ispirazione da vari combattenti MMA femminili per il design del personaggio di Korra, una delle quali è stata ispirata da Gina Carano. Inoltre, è stata indirettamente ispirata da una delle sorelle di Bryan Konietzko. Korra è stata anche progettata per essere l'opposto di Aang, il personaggio principale della serie Avatar - La leggenda di Aang. Invece del giovane, spirituale Aang, Korra è un personaggio più fisico che ha difficoltà a cogliere il lato spirituale di essere l'Avatar, mentre è in grado di dominare già tre elementi all'età di quattro anni. Al contrario, Aang impiega un po' a padroneggiare ciascuno degli elementi, ma si connette istantaneamente con il mondo degli spiriti. Il nome di Korra fu stabilito molto tempo dopo che il suo personaggio fu immaginato. Konietzko e DiMartino non scelsero nessun nome per lei finché non hanno sentirono "Cora", il nome del cane di un albergatore. Il nome è stato mantenuto e modificato solo in ortografia.
I creatori ritengono che la seconda stagione sia stata costruita attorno a Korra diventando più in sintonia con il suo lato spirituale, rafforzando la loro convinzione che una versione di spirito gigante di se stessa sarebbe la "manifestazione ultima". DiMantino ha scritto che la mancanza di utilizzo da parte di Korra dello stato Avatar durante la terza stagione è stata intenzionalmente fatta per mostrare la sua connessione con Raava come a pieno titolo, la sua comprensione sviluppata che il tipo di potere dovrebbe essere riservato alle "circostanze più estreme".

### Design
Prima di disegnare il personaggio, Konietzko e DiMartino hanno discusso del suo atletismo e della sua fisicità. Ci sono voluti gli sforzi combinati di entrambi e di Joaquim Dos Santos per finalizzare il suo character design. Nell'episodio pilota Benvenuti a Città della Repubblica, Korra viene presentata come un'adolescente con indosso gli abiti della Nazione del Fuoco sul suo tradizionale abito da Tribù dell'Acqua. È stata vista brevemente mentre la indossava di nuovo durante un flashback nella quarta stagione. Konietzko pensò che fosse divertente giocare con il familiare abbigliamento della Tribù dell'Acqua. Dopo la sconfitta di Amon, ha subito un cambio di abito, ottenendo un top e maniche asimmetriche.
Korra per le prime tre stagioni è raffigurata con i capelli lunghi che di solito sono tenuti in una coda di cavallo, anche se lei ha giù in diverse occasioni, come quando partecipa ai festeggiamenti, mentre entra nello stato di Avatar durante le battaglie con Unalaq e con Zaheer. Korra è vista così raramente con i suoi capelli in giù che DiMartino ha scritto che ogni volta che il personaggio ha i capelli sciolti, "sai che è successo qualcosa di brutto". Mantiene l'acconciatura per i tre anni in cui recupera il suo stato di forma dopo essere stata avvelenata, fin quando decide di accorciare i capelli. Il cambiamento di pettinatura è stato rivelato nel settembre 2014 da Konietzko, il quale ha scritto che il personaggio stava tornando alle sue radici con un taglio simile a quello che le era stato dato da Dos Santos nel concept originale per lei; Konietzko ha aggiunto dicendo che è una tradizione nel franchise di Avatar avere cambiamenti di acconciatura nel corso di una serie. L'abbigliamento iniziale di Korra nella quarta stagione è appositamente progettato per rispecchiare quello del suo abbigliamento della Tribù dell'Acqua nelle scorse stagioni, composto da una camicia senza maniche e pantaloni larghi; DiMartino trova fondamentale il fatto che assomigli ai suoi abiti precedenti per la durata che lo indossa. Korra ha un'altra tenuta a metà della quarta stagione. Le scarpe di questo outfit si basano su un paio di stivali invernali con fibbie piatte in finta pelle scamosciata.

## Apparizioni

### La leggenda di Korra

#### Libro primo
Dopo la morte di Aang, Korra nasce nella Tribù dell'Acqua del Sud e le sue abilità di dominio dell'acqua, terra e fuoco si manifestano all'età di 4 anni. Korra, ora diciassettenne, padroneggia i tre elementi, ma ha bisogno di imparare il dominio dell'aria dall'unico maestro dell'aria vivente, figlio di Aang, Tenzin. Korra decide di partire di nascosto a Città della Repubblica per seguirlo e, dopo la benedizione ricevuta da Katara, arriva in città e incontra Mako che Bolin prima di unirsi alla loro squadra di dominio sportivo. Dopo aver salvato Bolin e aver avuto il suo primo incontro con Amon, i problemi sentimentali di Korra portano a delle difficoltà con la squadra di dominio sportivo, che il gruppo riesce a superare per vincere con successo la loro partita e arrivare in finale, dove vengono sconfitti e durante il quale affrontano l'attacco di Amon e del suo gruppo di seguaci, i Paritari. Successivamente Korra scopre i legami di Hiroshi Sato con i Paritari, permettendo ad Asami Sato, Bolin e Mako di andare a vivere a lei, formando così una squadra con il gruppo che il Consigliere Tarrlok rompe arrestando gli altri e rivelandosi come un dominatore del sangue in uno scontro con Korra nel quale viene sconfitta. È rinchiusa in una capanna isolata che la tiene per un breve periodo prima che esploda dopo un'imboscata di Amon e dei suoi Equalisti, il gruppo che lancia un assalto a Republic City che Korra e gli altri sono sopraffatti, costringendoli a ritirarsi fino a quando il generale Iroh e le forze unite arrivano in città come rinforzi, che sono anche sopraffatti. In seguito, Korra riesce ad infiltrarsi allo stadio durante il discorso di Amon e riesce a salvare Tenzin e i suoi figli; tuttavia si scontra con Amon, il quale la priva del dominio: tuttavia, poiché non l'aveva ancora manifestato, Korra riesce a sbloccare il dominio dell'aria, sopraffacendo Amon e smascherandolo alla popolazione. Dopo la disfatta dei Paritari, Korra va da Katara nella speranza che riesca a ridarle i domini perduti, ma invano: nel suo momento di più grande debolezza, Korra viene raggiunta dallo spirito di Aang, che le ridona il dominio e le sblocca l'accesso allo stato dell'Avatar, acquisendo anche il potere di ripristinare il dominio a tutti coloro che lo avevano perduto.

#### Libro secondo
Sei mesi dopo la rivoluzione anti-dominatori, Korra scopre da suo zio Unalaq del suo isolamento che è stato stabilito da Tenzin e suo padre; a causa di questo, rompe con Tenzin e sceglie Unalaq come suo nuovo mentore. Durante il suo addestramento, Korra deve risolvere delle frizioni tra le due Tribù dell'Acqua e dopo aver appreso che suo padre non ha nulla a che fare con un tentativo di rapimento di Unalaq, partecipa a liberarlo. Le sue azioni provocano una guerra civile tra le Tribù dell'Acqua del Nord e del Sud, poi Korra si muove per avere l'assistenza del generale Iroh senza l'autorità del presidente Raiko, a cui verrà rivelata poi da Mako. Korra perde conoscenza dopo un attacco dei suoi cugini Desna ed Eska e uno spirito oscuro la inghiotte. Rimasta senza ricordi, scopre le origini di Wan, il primo Avatar, e di Raava, lo spirito della luce, e con l'aiuto di Jinora entra nel mondo degli spiriti per impedire la fuga di Vaatu. Le due però vengono separate e Korra incontra lo spirito di Iroh, il quale la indirizza verso l'uscita. Scopre che Jinora è stata catturata da Unalaq e per evitare che venga uccisa, apre il portale dello spirito del Nord: Korra torna nel mondo materiale attraverso il portale ma non riesce a portare Jinora con sé. Dopo aver elaborato un piano per contrastare Unalaq, Korra lo affronta ma viene sopraffatta in quanto l'uomo si è fuso con Vaati, lo spirito del caos e opposto di Raava: Vaati riesce ad estrarre Raava da Korra e a distruggerla, terminando così il ciclo dell'Avatar e recidendo le connessioni di Korra con le sue vite passate. Korra quindi va a meditare nell'Albero del tempo per legarsi all'energia cosmica nell'ultimo tentativo di fermare l'Avatar oscuro, finendo anche quasi corrotta da Vaati, ma grazie a Jinora e al dominio dell'energia, riesce a estrarre una redidiva Raava da dentro Vaati per poi purificare Unalaq e Vaati, distruggendoli. Ricongiungendosi con Raava, Korra ricomincia un nuovo ciclo dell'Avatar e dichiara fine alla guerra tra le Tribù dell'Acqua, inaugurando inoltre la convivenza tra esseri umani e spiriti.

#### Libro terzo
Due settimane dopo la fine della crisi causata da Unalaq, Korra lascia Città della Repubblica in seguito ad un litigio con il presidente Raiko per offrire addestramento ai nuovi dominatori dell'aria apparsi in tutto il mondo a seguito della Convergenza armonica, reclutando Kai e liberando i dominatori dell'aria che la Regina della Terra Hou-Ting aveva rinchiuso sottoterra per renderli forzatamente parte del suo esercito. Si reca anche a Zaofu per incontrare Opal, figlia di Suyin Beifong, anch'essa novella dominatrice dell'aria e scoprendo lì di poter dominare del metallo. Durante la sua permanenza a Zaofu, Korra subisce un primo tentativo di rapimento da parte del criminoso Loto rosso, capeggiato da Zaheer (a sua volta diventato un dominatore dell'aria dopo la Convergenza) e composto da Ghazan, P'Li e Ming-Hua: il tentativo fallisce e, scoprendo che il braccio destro di Suyin, Aiwei, sia colluso nel tentativo, Korra lo insegue entrando nel mondo degli spiriti. Sebbene riesca a sfuggire a Zaheer, lei e Asami vengono catturate dai soldati del Regno della Terra in quanto la Regina della Terra l'ha dichiarata un nemico della nazione. Le due si liberano ma Korra rimane per evitare che Zaheer uccida i dominatori dell'aria prigionieri, va ad affrontarlo venendo catturata. Priva di sensi, Korra viene avvelenata col mercurio e forzata nello stato dell'Avatar così che, indifesa, possa essere uccisa interrompendo il ciclo dell'Avatar: tuttavia si libera e combatte Zaheer fintanto il mercurio non inizia ad indebolirla; quando Zaheer sta per darle il colpo di grazia, Korra viene salvata da Jinora, riuscendo con un ultimo sforzo a sconfiggere Zaheer. Stremata, Korra viene soccorsa da Suyin, la quale estrae il mercurio, ma il veleno ha ormai causato danni: Korra è costretta sulla sedia a rotelle e gli eventi le hanno causato danni psicologici.

#### Libro quarto
Sono passati due anni e mezzo dalla sconfitta del Loto rosso e Korra ritorna nella Tribù dell'Acqua del Sud per sottostare alle cure di Katara per due anni e mezzo: ora può nuovamente camminare, ma i traumi le impediscono ancora di connettersi con Raava. Conscia che non tornerà più quella di una volta, decide di viaggiare per il mondo, perseguitata da una visione di se stessa. Seguendo uno spirito, si imbatte in Toph, e col suo aiuto riesce a rimuovere da sé le ultime tracce di mercurio ancora presenti nel suo corpo Nuovamente in forze, Korra vorrebbe raggiungere un accordo di pace con Kuvira, la quale intanto ha occupato con la forza e la sua superiorità tattica e tecnologica gran parte del Regno della Terra. Korra la sfida a duello ma perde quando viene nuovamente perseguitata dalla visione di se stessa, venendo salvata da Jinora e Opal. Si ricongiunge ad Asami e Mako, e a salvare il rapito principe Wu, erede al trono del Regno della Terra. Anche se Korra inizia presto a dubitare della sua efficacia come Avatar, viene incoraggiata da Asami e Tenzin, e con l'inaspettatato aiuto di Zaheer si ricongiunge con il mondo degli spiriti e con Raava: tornata in possesso delle sue forze, Korra segue lo spirito di Jinora per salvare lei altre persone intrappolate nel mondo degli spiriti, preparandosi in seguito per una resa dei conti con Kuvira e chiedendo, senza successo, l'aiuto degli spiriti nel conflitto. Cerca quindi di interrogare Baatar Jr., fidanzato di Kuvira, che quasi viene ucciso da Kuvira quando attacca la base di Korra. Con l'aiuto di tutti, le macchine di Kuvira vengono distrutte e Korra ha l'opportunità di una rivincita corpo a corpo con lei: Kuvira però si arrende solo dopo che Korra la salva da una delle sue macchine impazzite e la compatisce per le sue insicurezze. La pace è nuovamente tornata e, durante i festeggiamenti, Korra si confronta con Tenzin sugli eventi accaduti e su come questi abbiano cambiato tutti: i due vengono raggiunti da Asami e, dopo che Tenzin lascia le due ragazze da sole, Korra propone ad Asami di fare un viaggio assieme nel mondo degli spiriti.

#### Fumetti
Nella prima parte di Turf Wars, Korra e Asami trascorrono del tempo nel mondo degli spiriti esplorando i loro sentimenti romantici l'una per l'altra. La coppia si reca nella Tribù dell'Acqua del Sud per rivelare la loro relazione ai genitori di Korra. Al suo ritorno a Città della Repubblica, Korra tenta di fermare i progetti del magnate Wongyong Keum, intenzionato a formare un parco di divertimenti sulla terra che circonda il Portale degli Spiriti, facendo arrabbiare gli stessi spiriti. Korra cerca anche di rassicurare e aiutare le persone le cui case sono state distrutte durante l'assalto di Kuvira. Korra aiuta i Nomadi dell'Aria quando la Triade del Triplo Terrore, su ordine di Keum, tenta di allontanarli dal Portale degli Spiriti. Korra cerca di convincere gli spiriti a rimanere fuori dalla battaglia, ma è distratta quando Asami viene quasi uccisa nel combattimento, permettendo allo spirito dragone di attaccare il nuovo leader della Triade, Tokuga. Tre settimane dopo che Tokuga fu sconfitto, Korra confessò ad Asami di essere innamorata di lei, alla quale Asami rispose di provare lo stesso sentimento.

## Personalità
A differenza del suo predecessore Aang, Korra è impulsiva e attaccabrighe, e non ha paura di entrare in una lotta. Anche se ha talento, la sua personalità ostinata all'inizio le impedisce di imparare facilmente il dominio dell'aria o il collegamento con il mondo spirituale. L'Avatar ha tradizionalmente la più grande difficoltà a dominare l'elemento diametralmente opposto alla personalità. Ad esempio Roku (dominatore del fuoco) ha impiegato più tempo per imparare a dominare l'acqua mentre Aang (dominatore dell'aria) ha impiegato più tempo per imparare a dominare la terra. Korra, d'altra parte, ha poche difficoltà con il fuoco, ma ha avuto notevoli difficoltà nel dominare l'aria, elemento legato in maniera particolare proprio alla spiritualità.
Sua grande amica e guida animale è un orso cane polare chiamato Naga, la cui forza ha aiutato Korra a uscire da molte situazioni pericolose. Gli orsi cani polari erano in tempi meno recenti temuti e cacciati dalle Tribù dell'Acqua, ma Korra è stata la prima persona a instaurare un legame con uno di questi animali. È una buona amica con i suoi compagni di squadra Mako e Bolin, e sviluppa anche una forte amicizia (che diventerà amore alla fine della serie) con Asami Sato, una ricca e brillante industriale. Korra ha stretti rapporti con la famiglia della sua vita precedente avendo imparato a dominare l'acqua da Katara e l'aria da Tenzin. I figli stessi di Tenzin la vedono come una sorella maggiore, e Kya e Bumi la considerano come un'amica. È generalmente in buoni rapporti con i propri genitori ma ha poco contatto con suo zio ed i suoi cugini, che lei ritiene pericolosi. Si scopre anche che Korra è di stirpe reale: suo padre Tonraq era infatti in linea di successione per diventare il capo della Tribù dell'Acqua del Nord prima di essere bandito e trasferirsi in quella del Sud.
Il personaggio di Korra inizia a maturare soprattutto nella spirtualità nel finale della prima stagione quando Amon le rimuove il dominio e, per evitare a Mako di subire la stessa sorte, riesce a sviluppare il dominio dell'aria. Più tardi connette il proprio spirito a quelli degli Avatar che l'hanno preceduta entrando in contatto con Aang, il quale ripristina il dominio a Korra mediante il dominio dell'energia. Anche se Korra è in grado di dominare tutti e quattro gli elementi e di entrare nello Stato dell'Avatar, deve perfezionarsi ancora nelle sue abilità nel dominio dell'aria così come nel connettersi al mondo degli spiriti in quanto Avatar (ovvero in quanto ponte e portatore di equilibrio). Nella seconda stagione diventa più cosciente del legame che ha col mondo spirituale, specialmente dopo aver scoperto la storia del primo Avatar, Wan, e dopo che Raava viene separata da lei ed in seguito distrutta da Unalaq, il quale si era fuso con Vaatu diventando l'Avatar oscuro. Korra poi riuscirà a fondersi nuovamente con una rigenerata Raava e distruggere (almeno temporaneamente) Vaatu, ma poiché il Ciclo dell'Avatar viene interrotto e ricominciato Korra è separata dalle sue incarnazioni precedenti; Korra così, in un certo senso, è anche il nuovo primo Avatar. Nella terza, a seguito della seppur temporanea separazione da Raava, Korra scopre che deve nuovamente connettersi al suo lato spirituale per ripristinare il legame con lo spirito e riottenere pienamente i suoi poteri di Avatar e intanto aiuta Tenzin a trovare gli una volta non-dominatori sparsi per il mondo nei quali, a seguito della Convergenza armonica, si è risvegliato il dominio dell'aria; oltre a ciò, Korra deve guardarsi dalla mortale minaccia di Zaheer e del Loto rosso, i quali agognano a creare un mondo nuovo e libero, senza Avatar e senza le quattro Nazioni. Nella quarta stagione Korra, oltre ad un processo di guarigione in seguito all'avvelenamento da mercurio, soffre di un disturbo post-traumatico provocato dalla paura che sarebbe potuta morire nello scontro con Zaheer, mettendo in dubbio anche il suo ruolo di Avatar come portatore dell'armonia. Imparerà però ad aprire la sua mente ed affrontare le proprie paure e titubanze anche proprio grazie a Zaheer, permettendole questo una completa guarigione con la consapevolezza che bisogna lasciar andare il dolore passato e tornando la solita Korra seppur diventando una persona più umana e cosciente in ciò che fa.

## Poteri e abilità
Korra ha forma fisica e capacità acrobatiche impeccabili, dimostrando di essere in grado di sollevare contemporaneamente Tenzin e i suoi figli con relativa facilità. Ha una velocità sorprendente che, unita alla sua agilità ed ai suoi riflessi, la rendono una combattente esperta. La sua forza fisica e la sua resistenza la rendono capace di nuotare in grandi distese d'acqua per giorni o sollevare e lanciare via avversari più grossi di lei. Può colpire con abbastanza forza da rompere tubi di ferro o spezzare grandi pezzi di ghiaccio. La sua destrezza e l'equilibrio le consentono di schivare abilmente e saltare facilmente lunghe distanze e su ostacoli sopraelevati. È piuttosto flessibile e in grado di piegarsi e torcersi in modo efficace da attaccare da diversi angoli o in spazi ristretti. Korra è una Dominatrice naturale dell'acqua, elemento che grazie al suo status di Avatar ha imparato a controllare egregiamente sin dalla tenera età seppur i suoi movimenti non siano fluidi ed ampi come quelli della maggior parte degli altri Dominatori ma più brevi e mirati ad attaccare in maniera precisa. Sempre fin da piccola, Korra ha saputo destreggiarsi anche nel Dominio di terra e fuoco. La sua mentalità materialistica però più volte nella serie le ha ritardato il compimento di alcuni obiettivi quali la padronanza del Dominio dell'aria o il ricollegamento al mondo spirituale. Non ha mai dimostrato problemi particolari nel controllo dello Stato dell'Avatar se non dopo traumi debilitanti quale l'avvelenamento da mercurio, dimostrando da subito una padronanza di questo potere, che Aang non aveva, nonostante non l'abbia ancora padroneggiato del tutto. Tuttavia è da sottolineare come Korra sia riuscita ad attivare questo potere per la prima volta solo dopo che il suo Dominio è stato ripristinato da Aang legandosi in quel frangente anche con le sue vite passate.
Sempre a differenza di Aang, Korra usa spesso tutti e quattro gli elementi (quando a disposizione) per combattere in base a cosa voglia fare: il Dominio dell'aria per attacchi rapidi e/o improvvisi, quello dell'acqua sia per attaccare con colpi precisi che per difendersi, quello della terra per attacchi dirompenti mentre quello del fuoco per attacchi impetuosi e feroci. Korra ha anche la capacità di guarire grazie al Dominio dell'acqua, abilità che ha usato spesso dopo gli incontri di Dominio sportivo per lenire i colpi ricevuti da Mako e Bolin. Con l'aiuto di Lin Beifong, Korra è il primo Avatar ad imparare il Dominio del metallo, e grazie al collegamento con lo spirito di Aang mediante lo Stato dell'Avatar sa usare anche il Dominio dell'energia. A causa della sua seppur temporanea separazione da Raava e conseguente perdita del legame con le sue vite precedenti, e quindi con Aang, Korra dimostra di non saper più controllare l'energia spirituale altrui: tuttavia, specie nella terza e nella quarta stagione, dimostra comunque di saper dominare e controllare la propria energia nonché quella generata dagli spiriti e quella del Mondo degli spiriti stesso.

### Stato dell'Avatar
Lo Stato dell'Avatar è la forma più potente che l'Avatar può ottenere, dalla quale attinge al suo massimo potenziale e le sue abilità si amplificano esponenzialmente, ricevendo un'immensa energia spirituale ed anche l'esperienza delle sue vite passate. Lo Stato dell'Avatar è essenzialmente un meccanismo di autodifesa che, nelle fasi primitive del suo controllo, si attiva quando l'Avatar è minacciato da un grave pericolo che potrebbe ucciderlo o è sottoposto ad un fortissimo stress emotivo: l'Avatar però, essendo in una sorta di trance, non ha alcun controllo su quello che fa e non lo riacquista finché non torna in sé. La sua attivazione può essere comunque controllata con l'allenamento e la meditazione; tuttavia, il massimo potenziale di questa abilità si sprigiona quando l'Avatar attinge volontariamente dal potere dello Stato rimanendo cosciente. Essendo il massimo momento di legame spirituale, se l'Avatar venisse ucciso quando è nello Stato, il ciclo degli Avatar cesserebbe.
Korra, come suddetto, in questo stato ottiene un incremento esponenziale delle sue abilità e dimostra fin da subito una certa affinità con questo potere. Tuttavia, sebbene in condizioni normali non dimostri in seguito grandi difficoltà ad entrarvi, Korra entra per la prima volta nello Stato solo dopo che Aang le ripristina il Dominio, nell'ultimo episodio della prima stagione. tendoNello Stato, grazie al Dominio dell'energia, Korra è capace di generare un'enorme proiezione astrale di sé che usa per combattere sia usando il Dominio degli elementi che attacchi a base di energia spirituale. Korra perde nuovamente la capacità di accedere allo Stato a seguito dell'avvelenamento da mercurio e dopo esser stata quasi uccisa, entrambe le cose per mano di Zaheer: dopo tre anni dall'incidente, sarà proprio grazie a Zaheer che Korra, lasciatasi andare e liberatasi dalle catene della paura, riesce a ricollegarsi col Mondo degli spiriti e Raava, finalmente riottenendo il potere dello Stato dell'Avatar.
Anche se ha dimostrato più volte di avere un gran controllo dei suoi poteri nello Stato, a differenza di Aang, Korra non ha mai dimostrato di saper usare i poteri dello Stato rimanendo cosciente.

## Relazioni
Tenzin
Inizialmente il loro rapporto maestro-allievo non è stato dei migliori a causa del rigore di Tenzin che mal si sposava col carattere esplosivo ed impaziente di Korra; tuttavia Korra non ha mai messo in dubbio che Tenzin sia un maestro eccellente. A volte in maniera inconscia, gli insegnamenti di Tenzin hanno avuto una grande influenza su Korra e sulla sua crescita, la quale in seguito li ha applicati a modo suo (come ad esempio le tecniche di movimento dei dominatori dell'aria, che Korra ha padroneggiato grazie al dominio sportivo, disciplina inizialmente contestata da Tenzin stesso), ed anche nel loro rapporto personale, Korra ha identificato in Tenzin una figura paterna e sostenitrice, confidandosi spesso con lui riguardo alle sue paure e insicurezze, o cercando in lui un consiglio. La prima grande frattura tra loro è avvenuta con l'arrivo di Unalaq, quando Korra credette che con Tenzin avesse ormai finito di imparare dopo che, a detta della ragazza, avesse ormai padroneggiato il dominio dell'aria; nonostante una separazione fredda, Tenzin ha in seguito accolto subito la richiesta di aiuto di Korra all'insorgere della guerra delle due Trubù dell'Acqua, mostrando come il loro rispetto reciproco non sia stato intaccato dal loro ultimo screzio. L'influenza maggiore di Tenzin su Korra la si è vista nel Libro terzo, con l'apparizione di innumerevoli nuovi dominatori dell'aria a seguito della Convergenza armonica: Korra ha dimostrato infatti maturità nel comunicare con le persone che all'improvviso hanno manifestato questi poteri, diventando il primo esempio per loro prima di essere affidati all'istruzione di Tenzin.
Asami
Asami è l'attuale fidanzata di Korra. Inizialmente il loro rapporto era amichevole e conflittuale allo stesso tempo in quanto Asami era fidanzata con Mako, a sua volta interesse amoroso di Korra che in seguito ha ricambiato i sentimenti di quest'ultima. Al di là di questo però, le due ragazze, dopo essersi conosciute meglio, hanno stretto un'amicizia genuina, coltivata dal fatto che il carattere dell'una intrigasse l'altra e viceversa; in particolare in questo periodo il loro legame si è stretto quando entrambe si sono confidate delle scorrettezze fattesi a vicenda nel loro rapporto con Mako. Asami è stata spesso consolatoria per Korra, come quando i Paritari iniziarono una campagna stampa diffamatoria nei suoi confronti, o standole vicina mentre Korra era costretta sulla sedia a rotelle. Le due si sono definitivamente legate durante la convalescenza di Korra a seguito degli eventi di Zaheer, tramite una serie di lettere personali che si sono scambiate durante quel periodo, e passando molto tempo assieme dopo che Korra ha fatto ritorno. La loro relazione viene fatta inizialmente intuire nel finale della serie, nei loro atteggiamenti quando Korra la invita a partire con lei in un viaggio per mostrarle il mondo degli spiriti: solo in seguito, grazie agli autori della serie ed ai fumetti ambientati dopo la serie animata, la relazione amorosa tra loro è stata esplicitata.
Mako
Korra incontra Mako la prima volta all'arena del dominio sportivo e ne rimane subito attratta, lui dal canto suo ne rimane infastidito poiché pensa che sia una delle tante ammiratrici di suo fratello Bolin. L'entrata nella squadra di Korra e la scoperta che essa è l'Avatar fa cambiare idea a Mako, che rimane stupito dalle sue doti e dalla sua forza combattiva, infatti i due collaboreranno nella difesa di Città della Repubblica guadagnandosi affetto e stima reciproca. Mako un giorno conosce Asami Sato, la bellissima figlia del più potente industriale del momento e ne rimane cotto, iniziando una relazione con lei, alimentando la gelosia di Korra. Però Mako parlando anche col fratello (anche lui attratto da Korra) si accorge che prova qualcosa per l'Avatar e gli dice di non prenderla in considerazione, ribadendo però che preferisce stare con Asami, poiché oltre ad essere affascinante, gli conviene di più. Korra dal canto suo intrattiene discorsi sentimentali con Ikki e Jinora, le due figlie di Tenzin e viene convinta dalla moglie di quest'ultimo a dire ciò che prova per il ragazzo senza avere paura. Durante una partita del campionato, Korra si dichiara goffamente a Mako e il ragazzo la respinge affermando la sua relazione con Asami, ma quella stessa sera, Mako mostra la sua attrazione nei confronti di Korra sebbene preferisca Asami, Korra a sentire quelle parole, bacia Mako e lui ricambia, ma, nel mentre arriva Bolin, deciso a dichiararsi a Korra, e nel vedere quella scena scoppia in lacrime. I tre successivamente litigano durante la partita rischiando di rovinare il campionato e il loro rapporto, ma alla fine Korra si scusa con Bolin, e chiarisce con Mako che sostiene di volere solo una forte amicizia. Durante la rivoluzione dei Paritari, Mako appoggia Korra in molti momenti preferendo spesso stare con lei al posto di Asami, fomentando i sospetti e la gelosia della ragazza finché Bolin, parlando con Asami, rivela del bacio tra Korra e suo fratello. Verso la fine della prima stagione, Mako parla apertamente con Korra, ammettendo di come la sua vita sia cambiata con l'Avatar e che non se la riesce ad immaginare senza di lei, trovando la confusione di Korra che rimane concentrata sulla rivoluzione in corso. Quando Korra perde i suoi domini, Mako dichiara il suo amore per Korra dicendo che non ha importanza se lei è l'Avatar o meno, ma, la ragazza, respinge Mako, sentendosi delusa e ferita per la perdita dei suoi domini, e, preferendo stare da sola, in lacrime, trova l'aiuto del suo predecessore Aang che gli ripristina i domini. Korra in un impeto di gioia, abbraccia Mako, accorso alla sua presenza, e ricambiando anche lei i suoi sentimenti, i due si baciano iniziando la loro relazione.
Sei mesi dopo, i due continuano stabilmente la loro relazione, rendendola anche pubblica, nel mentre Korra è impegnata nel migliorare il suo dominio dell'aria mentre Mako entra nella polizia. In questo periodo Korra è stressata e spesso rifiuta i consigli del suo ragazzo il quale ammette la difficoltà di essere il ragazzo dell'Avatar. Quando Korra si dirige verso il portale degli spiriti con Unalaq, Mako la segue e in seguito, quando la ragazza scoprirà le menzogne di suo zio deciderà di condurre una guerra civile contro il nord, mentre Mako torna a Città della Repubblica per scoprire l'identità degli attentati, che vengono scaricati sulla Tribù del Nord. Intanto Korra, non ottenendo l'appoggio del presidente Raiko, decide di rivolgersi al generale Iroh, per condurre delle flotte contro il nord, in modo clandestino. Mako a conoscenza di questo fatto viene interpellato da Raiko, e facendo sopraffare il senso di legge, ai sentimenti che prova per Korra, rivela il piano dell'Avatar, la quale sentendosi tradita, affronta Mako, il quale dice che a causa del suo lavoro, sarebbe stato meglio interrompere la loro relazione, lasciando quindi Korra. La ragazza fugge, in lacrime e viene attaccata da uno spirito oscuro, che la fa sparire per diversi giorni, nei quali Mako trova il conforto di Asami, a cui rivela di essersi lasciato con Korra. Quando Korra torna, mentre Mako viene scagionato dal carcere, e felice di rivederlo e gli salta addosso baciandolo e trovando l'imbarazzo di Mako e lo sgomento di Asami, infatti Korra avendo perso parte della sua memoria quando fu attaccata, non ricordava il litigio con Mako, che decide di tenere nascosto l'accaduto. Con la sconfitta di Unalaq, e l'inizio di una nuova era degli spiriti, Mako trova il coraggio di parlare a Korra, che intanto ha riacquisito la memoria mentre era nell'albero del tempo. I due ammettono di non poter stare insieme, in quanto le cose sono troppo cambiate e che le loro sono strade diverse, e, scambiandosi un ultimo bacio, si lasciano definitivamente ammettendo però il loro bene reciproco.

## Altri media
Korra è presente nel videogioco The Legend of Korra, che si svolge tra la seconda e la terza stagione della serie. I suoi domini le vengono portati via all'inizio del gioco, e deve recuperarli andando avanti nei livelli. La critica più grande al videogioco è stata che è l'unico personaggio della serie, oltre a Naga e Jinora, a fare un'apparizione nella modalità storia del gioco.
Nel marzo 2015, Bryan Konietzko ha pubblicato l'artwork di Korra e Asami che si abbracciano, intitolato Turtle-duck Date Night. L'artwork è stato annunciato per essere venduta come stampa esclusiva per The Legend of Korra / Avatar: The Last Airbender Tribute Exhibition al Gallery Nucleus, con il ricavato donato da Konietzko a una linea di assistenza per la prevenzione al suicidio LGBTQ. Dopo che il matrimonio omosessuale è stato dichiarato legale in tutti i 50 stati degli Stati Uniti, Konietzko ha pubblicato una versione arcobaleno dell'opera. Korra e il suo predecessore Aang sono stati presenti su una stampa disponibile per i partecipanti al San Diego Comic-Con del 2015.
Korra appare nei libri The Legend of Korra Revolution e Endgame, due romanzi che insieme adattano la prima stagione della serie.

## Accoglienza
Korra è stata ampiamente elogiata come personaggio realistico, ben sviluppato e sofisticato dalla critica e dagli spettatori. La sua posizione di protagonista femminile, insolita per l'animazione americana, ha indotto Nickelodeon a sospendere originariamente la produzione della serie. Secondo il co-creatore Bryan Koniezko, i dirigenti credevano che "le ragazze guarderanno spettacoli sui ragazzi, ma i ragazzi non guarderanno spettacoli sulle ragazze". La produzione riprese quando il test screening Korra venne accolto, in particolare con i giovani.
Common Sense Media ha elogiato Korra come un buon modello, citando la sua dedizione ai suoi obiettivi e la sua apertura verso nuove idee.
Noel Kirkpatrick sentiva che il personaggio era diventato imprevedibile durante la seconda stagione, sebbene applaudisse lo spettacolo per averla messa al centro della sua narrativa, poiché vedevamo il personaggio "senza un'influenza moderatrice, come Tenzin".
L'esperienza di Korra con il disturbo da stress post-traumatico durante il quarto libro è stata molto apprezzata come approccio realistico all'argomento. Max Nicholson di IGN ha scritto che è stato "straziante" vedere Korra seguire la sua battaglia con Zaheer "in uno stato così vulnerabile e indebolito". La recitazione di Janet Varney ha ricevuto un particolare apprezzamento, con The A.V. Club lo descrive come "una performance eccezionale che cattura pienamente il dolore, la paura e la tristezza dell'Avatar. Il lavoro vocale di Varney è essenziale per portare un senso della realtà nella lotta di Korra".
Dopo la conclusione della serie, Zach Blumenfeld di Paste ha classificato Korra come il secondo miglior personaggio dell'universo Avatar, concludendo che Korra era più interessante, affabile e stimolante del suo predecessore, Avatar Aang. ScreenRant ha classificato Korra # 8 nella lista "30 migliori personaggi animati di tutti i tempi".